# Exomalopsis alexanderi
Exomalopsis alexanderi är en biart som beskrevs av Almeida och Silveira 1999. Exomalopsis alexanderi ingår i släktet Exomalopsis och familjen långtungebin. Inga underarter finns listade i Catalogue of Life.